# Чёрные лещи
Чёрные лещи, или амурские чёрные лещи 
(лат. Megalobrama) — род лучепёрых рыб из семейства карповых. Название происходит от греческого Megalos — большой и старофранцузского Breme, bresme — свежая рыба. Представители обитают в пресных водоёмах Китая и азиатской части России. Длина тела от 25 до 70 см.

## Классификация
На май 2019 года в род включают 5 видов:
- Megalobrama amblycephala P. L. Yih, 1955
- Megalobrama elongata H. J. Huang & W. Zhang, 1986
- Megalobrama mantschuricus (Basilewsky, 1855)
- Megalobrama pellegrini (T. L. Tchang, 1930)
- Megalobrama terminalis (Richardson, 1846) — Чёрный лещ, или амурский чёрный лещ